# Falácia de Hoyle
Na Biologia evolutiva, a Falácia de Hoyle é uma representação imprecisa do Darwinismo, que recebeu esse nome coloquial entre os biólogos evolutivos como uma referência ao astrofísico Sir Fred Hoyle. No entanto, segundo eles, esta falácia em si é mais antiga e remonta já aos primeiros tempos das ideias de Darwin.
A formulação de Hoyle trata da probabilidade de que uma molécula de proteína possa formar uma sequência funcional de aminoácidos por puro acaso.  Segundo Hoyle, essa chance é comparável à de que um furacão possa atingir um ferro-velho e montar espontaneamente um Boeing 747.
A Falácia de Hoyle é uma das referências das críticas antidarwinistas criacionistas, do Design Inteligente, ortogenéticas, entre outras.  É considerada uma falácia por alguns cientistas, como Richard Dawkins, principalmente nos livros O Relojoeiro Cego e A Escalada do Monte Improvável.
Segundo Ian Musgrave, em Lies, Damned Lies, Statistics, and Probability of Abiogenesis Calculations (Mentiras, Mentiras Malditas e Probabilidade de Cálculos em Abiogênese):

Essas pessoas, inclusive Fred (Hoyle), cometeram um ou mais dos seguintes erros.
1. Calcularam a probabilidade de formação de uma proteína "moderna", ou até mesmo de uma bactéria completa com todas as proteínas "modernas", por eventos aleatórios.  Essa ideia não tem suporte algum na teoria abiogênica.
2. Supõem que há um número fixo de proteínas, com sequências fixas, que sejam necessárias para a vida.
3. Calculam a probabilidade de tentativas em sequência, em vez de simultâneas.
4. Não compreendem o que se entende por um cálculo de probabilidades.
5. Subestimam seriamente o número de enzimas funcionais/ribozimas presente em um grupo de sequências aleatórias.